# Volvariella surrecta
Volvariella surrecta (Knapp) Singer, 1951 è un fungo basidiomicete appartenente alla famiglia Pluteaceae.

## Descrizione

### Cappello
Fino a 6 cm di diametro, sferico-ovale, poi più aperto con umbone ottuso, poco carnoso, biancastro tendente al bruno
Cuticolaasciutta, fibrillosa, separabile dalla carne, leggermente eccedente all'orlo

### Lamelle
Libere al gambo, larghe, sottili, fitte, prima bianco-carnicine, poi rosa, con margine flocculoso, a volte biforcate, intercalate da lamellule.

### Gambo
3-4 x 0,5-0,8 cm, cilindrico, biancastro, asciutto, feltrato-fioccoso, con volva bianca, membranacea.

### Carne
Sottile, fragile, acquosa, bianco-grigiastra, lievemente fibrosa e rosata nel gambo
odoregradevole
saporedolciastro

## Microscopia
Sporeellittiche, rosa

## Habitat
Fungo parassita, cresce in autunno su vecchi carpofori di Clitocybe nebularis e di poche altre specie di funghi.

## Commestibilità
Senza valore alimentare.

## Sinonimi e binomi obsoleti
- Agaricus loveianus Berk., Engl. Fl., Edn 2 5(2): 104 (1836)
- Agaricus surrectus Knapp, 1: 363 (1829)
- Volvaria loveiana (Berk.) Gillet, Hyménomycètes (Alençon): 386 (1876)
- Volvaria surrecta (Knapp) Ramsb., Trans. Br. mycol. Soc. 25: 328 (1942)
- Volvariella hypopithys subsp. loveiana (Berk.) Konrad & Maubl., Icon. Select. Fung. 1: 17:2 (1928)
- Volvariopsis loweiana (Berk.) Murrill, N. Amer. Fl. (New York) 10(2) (1917)